# Emebet Anteneh
Emebet Anteneh (ur. 13 stycznia 1992 w Gojjam) – etiopska lekkoatletka specjalizująca się w biegach długich.
Trzykrotnie startowała w przełajowych mistrzostwach świata zdobywając trzy medale w rywalizacji drużyn juniorek (złoto w 2009 i w 2011 oraz srebro w 2010).
Rekord życiowy: bieg na 5000 metrów – 14:43,29 (9 czerwca 2011, Oslo).

## Osiągnięcia
| Rok  | Impreza                                   | Miejsce          | Konkurencja      | Lokata     | Wynik   |
| ---- | ----------------------------------------- | ---------------- | ---------------- | ---------- | ------- |
| 2009 | Mistrzostwa świata w biegach przełajowych | Amman            | bieg juniorek    | 7. miejsce | 20:42   |
| 2009 | Mistrzostwa świata w biegach przełajowych | Amman            | drużyna juniorek | 1. miejsce |         |
| 2009 | Mistrzostwa świata juniorów młodszych     | Tyrol Południowy | bieg na 3000 m   | 4. miejsce | 9:18,59 |
| 2010 | Mistrzostwa świata w biegach przełajowych | Bydgoszcz        | bieg juniorek    | 6. miejsce | 19:06   |
| 2010 | Mistrzostwa świata w biegach przełajowych | Bydgoszcz        | drużyna juniorek | 2. miejsce |         |
| 2010 | Mistrzostwa świata juniorów               | Moncton          | bieg na 3000 m   | 2. miejsce | 8:55,24 |
| 2011 | Mistrzostwa świata w biegach przełajowych | Punta Umbría     | bieg juniorek    | 8. miejsce | 19:29   |
| 2011 | Mistrzostwa świata w biegach przełajowych | Punta Umbría     | drużyna juniorek | 1. miejsce |         |